# Отто (ураган)
Ураган Отто (англ. Hurricane Otto) — тропічний циклон, що вирував над країнами Центральної Америки — Нікарагуа, Коста-Рикою та Сальвадором. Сформувався як тропічна депресія 20 листопада 2016 року в Карибському морі. Це останній, п'ятнадцятий, названий тропічний циклон у сезоні атлантичних ураганів 2016 року. Мав найнижчий атмосферний тиск у 975 мбар та максимальну швидкість постійного вітру (за 10 хвилин) у 185 км/год. Повністю розсіявся 26 листопада над східною частиною Тихого океану.
Швидкість постійних вітрів у районах негоди досягала 170 км/год. У Нікарагуа та Коста-Риці оголошено про введення надзвичайного стану в країні у зв'язку з ураганом, кілька тисяч жителів прибережних районів змушені були покинути свої будинки.
Упродовж проходження територією Нікарагуа, ураган Отто зруйнував близько 100 житлових будинків у селищі Ель-Торо в муніципалітеті Карденас (Нікарагуа).

## Метеорологічна історія

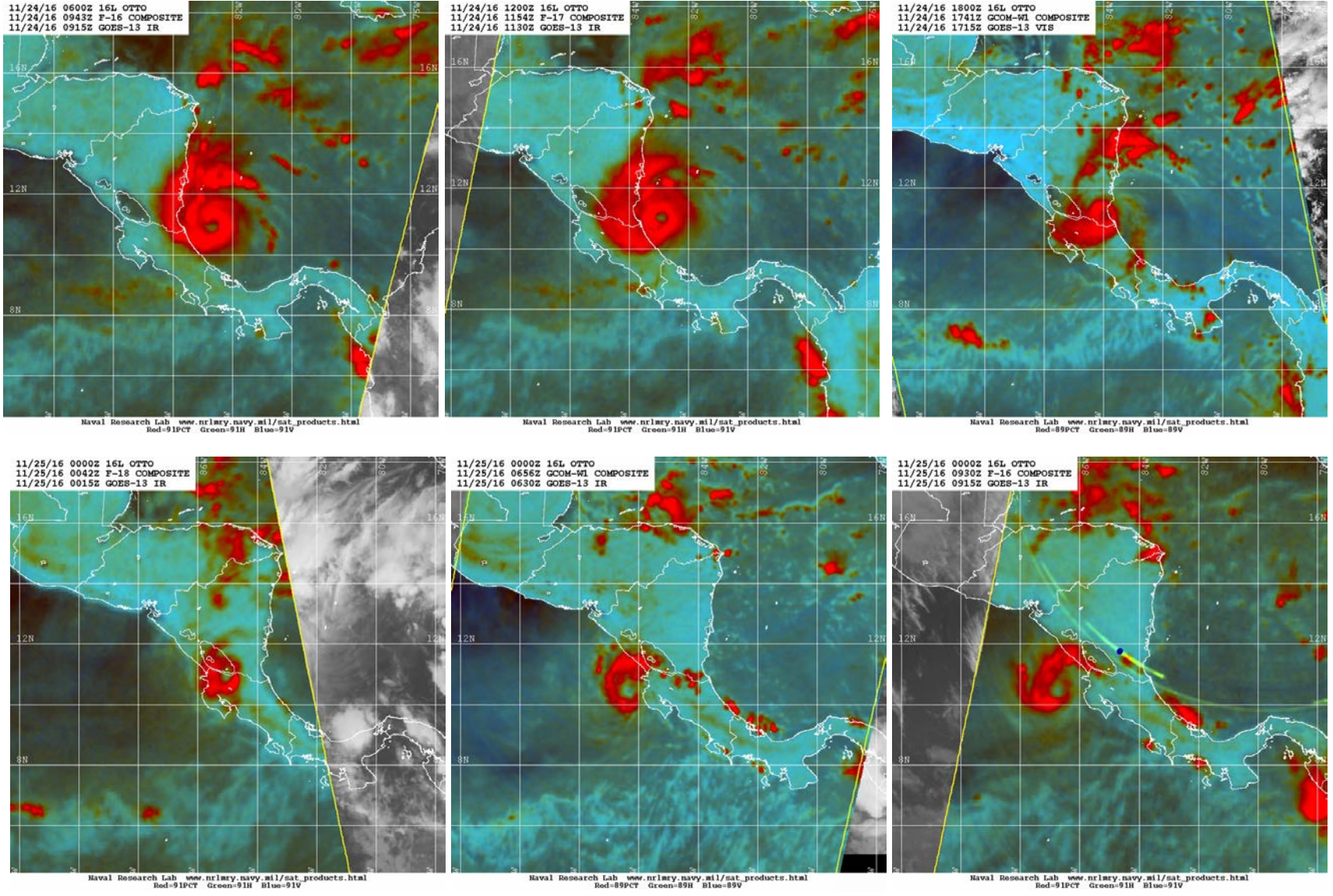
Серія мікрохвильових супутникових зображень зі зображенням внутрішньої структури урагану Отто, під час переміщення системи Центральною Америкою. Зверніть увагу, що після виходу на сушу, око циклону залишалося стабільним.

12 листопада Національний ураганний центр (NHC) почав спостерігати за зоною низького тиску в південно-західному Карибському морі, оцінюючи низьку імовірність утворення тропічного циклону упродовж п'яти днів. 14 листопада унаслідок конвективно-пов'язаних хвиль Келвіна та кількох сусідніх тропічних хвиль, взаємодійних одна з одною, атмосферний тиск у даному регіоні почав понижуватися. Унаслідок цього 15 листопада на півночі Колумбії утворилася широка зона низького тиску. Вона рухалась повільно і неоднорідно з деорганізованою структурою та слабкими вітрами. 19 листопада конвекція посилилась і стала краще організованою, хоча були незначно сприятливі умови. 20 листопада «Мисливці за ураганами» спостерігали чітко вираженою циркуляцією, і вже о 18:00 UTC класифікована як тропічна депресія. Деякий час вона блокувалась жолобом у південно-західному Карибському морі. Блискавки активно спалахували над центром шторму, а верхнє ядро конвекції стало організованішим. І вже 21 листопада о 6:00 UTC утворився тропічний шторм Отто. Температурою поверхні моря становила 29 °C, тому утворився активний відтік на південний захід. Після того як конвекція перетворилась у центральну щільну хмарність, Отто перетворився в сильний тропічний шторм зі постійними вітрами до 110 км/год, підтримуючи таку інтенсивність упродовж дня.
23 листопада циклон перетворився на ураган, почавши період швидкої інтенсифікації. Уже о 6:00 UTC того ж дня Отто переріс до 2-ї категорії зі швидкістю вітру до 165 км/год. Шість годин опісля циклон досяг своєї максимальної інтенсивності як ураган 3-ї категорії зі швидкістю вітру до 185 км/год. А о 17:30 UTC вийшов на берег біля Біологічного заповідника Індіо-Маіс на південному сході Нікарагуа, приблизно в 19 км на північний захід від корону між Нікарагуа та Коста-Рика. Отто став найпівденнішим ураганом Центральної Америки, обігнавши ураган Ірен-Олівія 1971 року на 50-55 км. Після виходу на сушу циклон залишався організованим, тому що рухався лінією кордону, хоча верхні хмари починали нагріватися, що вказувало на зменшення конвекції. Око циклону також залишалось незмінним і чітко вираженим. Отто став першим ураганом в історії Коста-Рики.
25 листопада о 3:30 UTC Отто з'явився над східною частиною Тихого океану біля заливу Папая. Перетнувши басейн, Отто став першим в історії ураганом, що зберіг своє атлантичне ім'я, після зміни політики іменування Всесвітньою метеорологічною організацією у 2000 році. Того ж дня система ослабла до тропічного шторму, продовжуючи рухатися на захід за допомогою впливу субтропічного хребта на півночі. Віддаляючись від Центральної Америки, циклон поступово слабшав. 26 листопада, через несприятливі умови навколишнього середовища, Отто ослаб до тропічної депресії. Упродовж кількох днів, перші ніж повністю розсіятися, система продовжувала продукувати розсіяну конвекцію.

## Підготовка

Інфрачервоний супутниковий контур урагану Отто станом на 24 листопада.

22 листопада уряд Нікарагуа випустив штормові годинники, а пізніше попередження, для острову Сан Андрес. Упродовж дня годинники та попередження були випущені в Панамі, Коста-Риці та Нікарагуї від Наргани (Панама) до гирла Ріо-Гранде-де-Матагальпа (Нікарагуа). Після відомостей, що Отто перетне Центральну Америку попередили про насування шторму вздовж тихоокеанічного узбережжя, від Пунтаренаса (Коста-Рика) до Пуерто-Сандіно (Нікарагуа). Президент Панами Хуан Карлос Варела повідомив про введення надзвичайного стану в країні у зв'язку з ураганом. На прес-конференції Варела заявил, що заздалегідь було підготовлено до 600 одиниць допомоги. Навчальний процес був призупинений у всіх державних та приватних школах. Хоч і не очікувалось, що Отто вийде на узбережжя Бокас-дель-Торо, але все уже було підготовлено, а пацієнти з лікарень евакуйовані.
Уряд Коста-Рики оголосив червоне попередження для північного та південного узбережжя країни. Близько 6800 осіб було евакуйовано. Президент Луїс Гільєрмо Солі повідомив про введення надзвичайного стану та порадив усім транспортним засобам залишатися поділі від доріг, а евакуювали пацієнтів із лікарень. Він також сказав, що ураган може завдати збитків сільському господарству в країні.
У Нікарагуа на декілька днів були закриті школи, близько 10 000 було евакуйовано. Уряд також переживав, що Отто може завдати шкоди кавовим культурам, які були близькі до повного збору урожаю.

## Вплив

### Панама
У Панамі ураган забрав життя в 9 осіб . Через потужні вітри, одне з дерев упало на машині в Панама-Сіті, призвівши до смерті однієї дитини; троє жителів загинуло через зсуви ґрунту; ще двоє потонули, намагаючись перетнути річку біля Панама-Сіті. У відкритому морі потонув корабель «Джесіка» разом із шістьма членами екіпажу, проте троє були врятовані за допомогою надувних човнів.

### Нікарагуа
У Нікарагуа внаслідок урагану загинуло п'ять осіб. Отто пошкодив 857 будинків, 8 шкіл та 2 медичні установи, а також 1700 м ліній електропередач, що призвело до відключення енергії та води. У результаті шторму 11 678 осіб залишилися в 152 тимчасових притулках. Для рятувальних операцій та забезпечення громадської безпеки уряд виділив 12 000 осіб. Звичайна кількість опадів у Нікарагуа становила 76-152 мм, а на півночі та північному заході країни — до 161 мм, пік зареєстрований у Ель-Кастильо.

### Коста-Рика
Отто став першим ураганом в історії Коста-Рики. У країні деякі райони біля кордону з Нікарагуа була зареєстрована місячна кількість опадів, а триденні показники перевищили 200 мм. Найбільше опадів випало біля вулкану Міраваллес — 308 мм. Національний метеорологічний інститут Коста-Рики повідомив, що в результаті урагану загинуло не менше десяти осіб у країні, в основному через несподівані припливи та зсуви: Апалі — 6, Багаче — 3, Гуайабо — 1. Президент Коста-Рики Луїс Гільєрмо Соліс назвав ситуацію «хаотичною і безпрецедентною», з найгіршими показниками в кантоні Упала. За розрахунками уряду, Отто завдав збитків на суму понад ₡106 млрд, включаючи ₡38 млрд у кантоні Упала та ще ₡19 млрд у Багаче. Ураган пошкодив 14 водних систем. Чиновники відкрили 38 притулків, де проживало 3370 осіб, в основному в Упалі. Після урагану президент оголосив про триденний національний траур.